# Chalcoscirtus catherinae
Chalcoscirtus catherinae es una especie de araña araneomorfa del género Chalcoscirtus, familia Salticidae. Fue descrita científicamente por Prószyński en 2000.
Se distribuye por Egipto, Israel y Turquía. El cuerpo del macho mide aproximadamente 2,05 milímetros de longitud; el prosoma de la hembra mide 1,51 milímetros.